# なないろのたね
「なないろのたね」は、ChouChoの楽曲。2021年7月21日に19枚目のシングルとしてLantisから発売された。

## 概要
CDシングルとしては前作「灰色のサーガ」以来、約8か月半ぶりのリリースとなる。
表題曲は特撮ドラマ『ウルトラマントリガー NEW GENERATION TIGA』第1クールのエンディングテーマとして書き下ろされ、初の特撮ドラマのタイアップ曲となった。さらに、ChouChoによる初の子供向けの楽曲となっており、タイトルについて本人は「子供たちが持つ無限の可能性を表現したいなと思ったときに出てきたのが、「なないろのたね」という言葉でした。子供たちに「どんな色も自分で選んでいけるんだよ」「どんな色にも君はなれるんだよ」ということを伝えたくて、このタイトルにしています」と述べている。
カップリング曲の「ニュームーン」は、打ち込みを使ったアップテンポな楽曲に仕上がっている。歌詞について本人曰く、「（表題曲）が子供に向けた希望の曲なら、（本曲）は大人に向けた希望の歌だからなんです。私自身もそうですけど、コロナ禍の中でいろいろストレスを感じている人たちがたくさんいると思います。歌詞の一節に『今日も一日 生き抜いた自分を』と記したように、無理に頑張らなくていい、生きてるだけで素晴らしいことなんだから、そんな自分を褒めてほしいという想いを書きました。だからこそ、みんなを包み込むような声で歌いました」と述べている。

## 批評
『リスアニ!』は、「自身初の特撮ドラマのタイアップ曲ということもあり、楽曲の対象年齢も変化。子供たちに向けたストレートな表現が並ぶ、未来への希望に溢れた温かな楽曲となっている。また、歌声以外の部分では、2番サビ後の3拍子の間奏や、ヴァイオリンの音色を重ねたアウトロなど、所々フックが織り交ぜる構成なのも面白い」と批評した。

## チャート成績
初週479枚を売り上げ、2021年8月2日付オリコン週間シングルランキングで初登場69位を獲得。チャート登場回数は1回。

## シングル収録内容
| 全作詞・作曲: ChouCho、全編曲: 村山☆潤。 |                               |         |            |      |
| #                                        | タイトル                      | 作詞    | 作曲・編曲 | 時間 |
| 1.                                       | 「なないろのたね」            | ChouCho | ChouCho    | 4:19 |
| 2.                                       | 「ニュームーン」              | ChouCho | ChouCho    | 3:34 |
| 3.                                       | 「なないろのたね」(off vocal) | ChouCho | ChouCho    | 4:19 |
| 4.                                       | 「ニュームーン」(off vocal)   | ChouCho | ChouCho    | 3:33 |
| 合計時間:                                | 合計時間:                     | 15:45   |            |      |

## 収録アルバム
| 曲名           | 収録アルバム                                                   | 発売日         | 備考          |
| -------------- | -------------------------------------------------------------- | -------------- | ------------- |
| なないろのたね | ChouCho the BEST                                               | 2021年12月8日  |               |
| なないろのたね | 最新 ウルトラマン主題歌集 ウルトラマンデッカー                 | 2022年12月21日 | [ 6 ]         |
| なないろのたね | ウルトラマントリガー オリジナルサウンドトラック                | 2023年8月30日  | TV sizeで収録 |
| なないろのたね | ウルトラマン テーマソング・セレクション ウルトラマンブレーザー | 2024年1月24日  | [ 7 ]         |